# Hăghiac (Răchitoasa), Bacău
Hăghiac este un sat în comuna Răchitoasa din județul Bacău, Moldova, România.